# Do You Wanna Dance?
Do You Wanna Dance? – singel zespołu Ramones promujący album Rocket to Russia, wydany w 1978 przez wytwórnię Sire Records.

## Lista utworów
Wersja amerykańska:
1. „Do You Wanna Dance?” (Bobby Freeman) – 1:52
2. „Babysitter” (Joey Ramone) – 2:44

Wersja brytyjska:
1. „Do You Wanna Dance?” (Bobby Freeman) – 1:52
2. „It’s a Long Way Back to Germany” (Dee Dee Ramone) – 2:22
3. „Cretin Hop” (Tommy Ramone/Johnny Ramone/Dee Dee Ramone) – 1:55

## Skład
- Joey Ramone – wokal
- Johnny Ramone – gitara, wokal
- Dee Dee Ramone – gitara basowa, wokal
- Tommy Ramone – perkusja, producent